# Jerzy Godzik
Jerzy Stanisław Godzik (ur. 6 czerwca 1955 w Raciborzu) – polski polityk, samorządowiec, poseł na Sejm III kadencji.

## Życiorys
W 1981 ukończył studia na Wydziale Chemicznym Politechniki Gdańskiej. W latach 1990–1998 przez dwie kadencje działał jako burmistrz Kwidzyna. Był także posłem III kadencji z listy Unii Wolności. Od 2002 do 2006 pełnił funkcję przewodniczącego rady powiatu kwidzyńskiego, wybierany na radnego także w kolejnych wyborach (2006, 2010, 2014, 2018 i 2024). 4 grudnia 2006 został powołany na stanowisko starosty tego powiatu, utrzymał to stanowisko również po kolejnych wyborach samorządowych w 2010, 2014 i 2018, kończąc urzędowanie w 2024.
Należał do KLD i Unii Wolności. Później przystąpił do Platformy Obywatelskiej.